# Familia Federighi

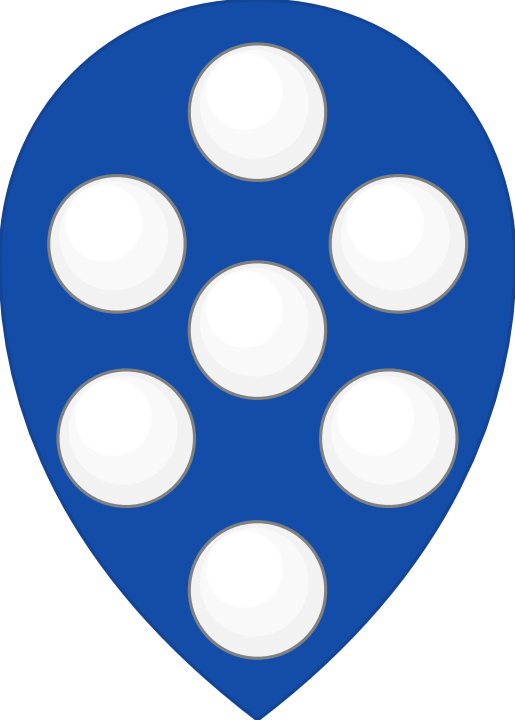
Escudo de la familia Federighi.

Los Federighi o Federigui (castellanizado) de Sevilla fueron patricios originarios de Florencia, desde donde se trasladaron a Cádiz y de ahí a Sevilla.

## Miembros del linaje
- D. Paolo Federighi, natural de Florencia, Gonfaloniere del Lion Rosso. Casó con Lucrezia Pitti. Padres de:
- D. Giovanni di Paolo Federighi y Pitti, natural de Florencia, gobernador de San Gimignano, patricio florentino. Casó con Da. Gema Canigiani y Tornaquinci. Padres de: Escudo de los Federighi en el Monumento fúnebre al Obispo Benozzo Federighi, Santa Trinita, Florencia. Autor: Luca della Robbia, 1455.

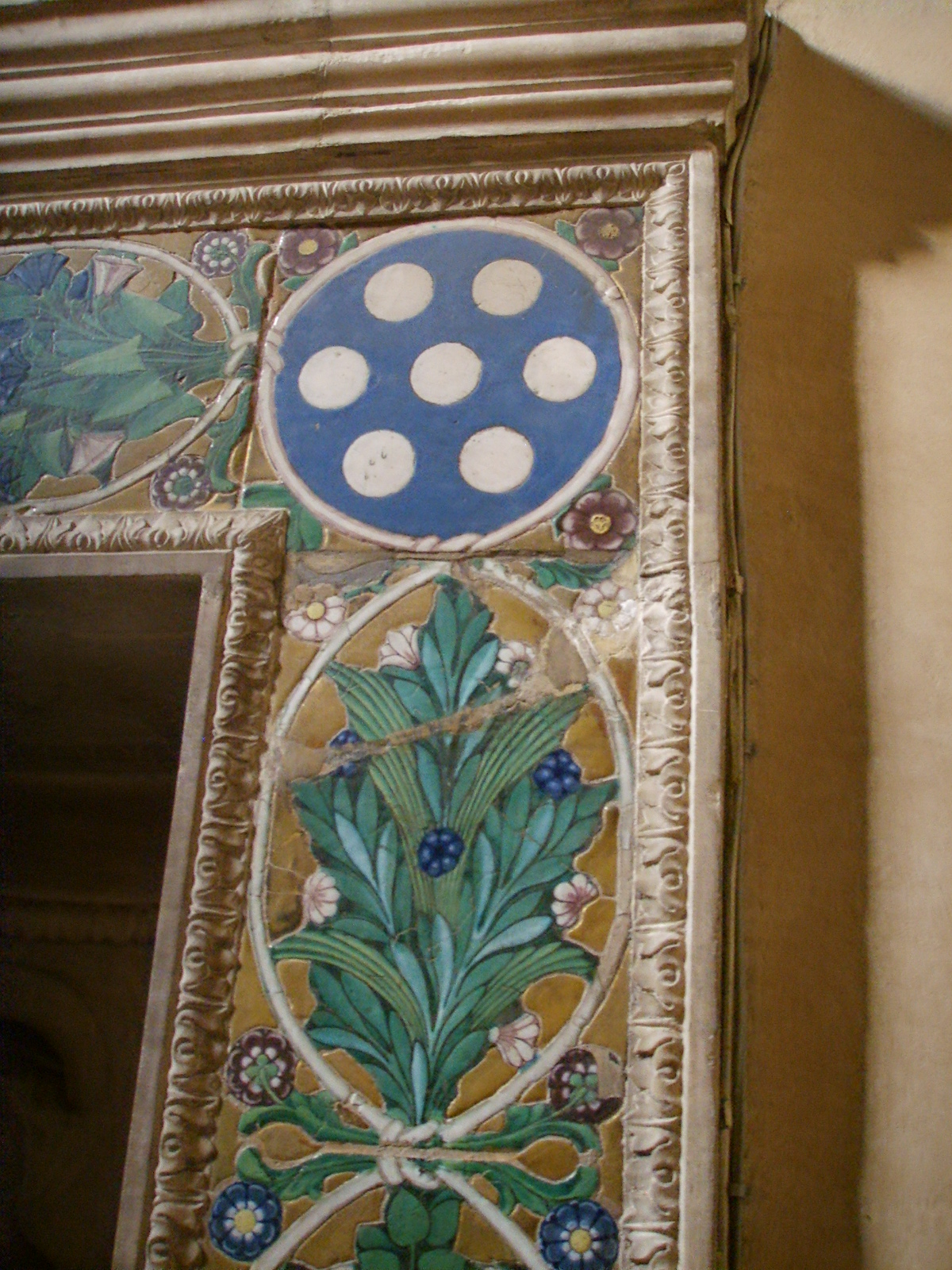
Escudo de los Federighi en el Monumento fúnebre al Obispo Benozzo Federighi, Santa Trinita, Florencia. Autor: Luca della Robbia, 1455.

- D. Luigi Federighi y Canigiani, natural de Florencia. Sobrino del papa Urbano VIII (Cardenal Barberini). Casó con Da. Lucrecia Fantoni y Peri, natural de Cádiz y bautizada el 20 de octubre de 1595. Este matrimonio fijó su residencia en Sevilla. Padres de:
- D. Luis de Federighi y Fantoni, Caballero de Calatrava en 1634. Señor de Paterna del Campo. Alguacil y alcalde Mayor de Sevilla. Casó con Da. Francisca de Solís y Cerón. Padres de:
- D. Antonio de Federighi y Solís, I Marqués de Paterna del Campo por merced de Don Carlos II por Real Decreto de 3 de julio de 1690. Fue Alcalde Mayor de Sevilla, Caballero de Alcántara y fundador y teniente de Hermano Mayor de la Maestranza de Sevilla. Casó con Da. Francisca Jácome de Linden y Bécquer. Padres de:
- D. José Federighi y Jácome de Linden, II Marqués de Paterna del Campo, Brigadier de los Reales Ejércitos, Veinticuatro y Maestrante de Sevilla. Corregidor y Gobernador de Almería. Casó en 1703 con Da. Isabel Tello de Guzmán e Irigoyen. Padres de:
- D. Antonio de Federighi y Tello de Guzmán, III Marqués de Paterna del Campo. Casó en Cazalla de la Sierra el 14 de julio de 1729 con Da. María Josefa de Guzmán y Bobadilla, hermana del I Marqués de San Bartolomé del Monte. Padres de:
- D. José de Federighi y Guzmán, IV marqués de Paterna del Campo. Falleció soltero. Hermano de:
- D. Manuel de Federighi y Guzmán, nacido en Sevilla el 6 de mayo de 1738, que fue maestrante de Sevilla y teniente coronel de Caballería. Casó en Sevilla (San Vicente) el 9 de julio de 1783 con María del Carmen de Tovar y Caro-Tavera. Padres de:
- D. Antonio de Federighi y Tovar, V marqués de Paterna del Campo. Falleció soltero en Sevilla el 19 de noviembre de 1802. Sucedió en el título su hermana:
- Da. María Josefa de Federighi y Tovar, VI Marquesa de Paterna del Campo y de San Bartolomé del Monte, vizcondesa de la Fuente del Castaño. Nació en Córdoba el 18 de abril de 1784 y falleció en Sevilla el 27 de mayo de 1851. Casó con D. José Juan de Dios de Vargas-Zúñiga Sotomayor y Sánchez-Arjona, Caballero de Alcántara, Maestrante de Sevilla, alcalde de Cazalla y subteniente de Artillería. Padres de:
- D. José de Vargas-Zúñiga y Federighi, VII Marqués de Paterna del Campo y de San Bartolomé del Monte, Caballero de Alcántara, Maestrante de Sevilla, nació en Paterna el 18 de septiembre de 1808 y fallecido en Sevilla el 27 de diciembre de 1866. Primo hermano del Conde de la Oliva. Casó con Da. Susana de Agüera y Vázquez. Sucedió en el título su hermano:Escudo de la Villa de Paterna del Campo formado en su primera mitad por el escudo de los Federighi.

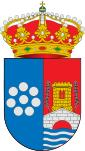
Escudo de la Villa de Paterna del Campo formado en su primera mitad por el escudo de los Federighi.

- D. Antonio de Vargas-Zúñiga y Federighi, VIII Marqués de Paterna del Campo, Caballero de Alcántara, Maestrante de Sevilla, nació en Sevilla el 6 de julio de 1825 y falleció en Fregenal el 7 de marzo de 1904. Casó en Ribera del Fresno el 15 de octubre de 1848 con su prima Da. María de la Concepción de Vargas-Zúñiga y Brito.